# Tahe (socken)
Tahe (kinesiska: 塔河乡, 塔河) är en socken i Kina. Den ligger i provinsen Sichuan, i den sydvästra delen av landet, omkring 390 kilometer öster om provinshuvudstaden Chengdu. Antalet invånare är 17 124. Befolkningen består av 7 946 kvinnor och 9 178 män. Barn under 15 år utgör 20,0 %, vuxna 15-64 år 67 %, och äldre över 65 år 11,0 %.
Genomsnittlig årsnederbörd är 1 674 millimeter. Den regnigaste månaden är september, med i genomsnitt 303 mm nederbörd, och den torraste är januari, med 11 mm nederbörd.